# Platensina intacta
Platensina intacta är en tvåvingeart som beskrevs av Hardy 1973. Platensina intacta ingår i släktet Platensina och familjen borrflugor. Inga underarter finns listade i Catalogue of Life.